# 4040-es busz
A 4040-es jelzésű autóbuszvonal Kazincbarcika és Edelény között húzódó helyközi vonal, amelyet a Volánbusz Zrt. üzemeltet Múcsony érintésével.

## Útvonala
Kazincbarcika autóbusz-állomásról indul. Az Építők útján, a kórház felé halad, majd a Szent Flórián teret tűzi ki céljául. Innen Múcsony irányába megy tovább a 2606-os mellékúton, keresztezi a Miskolc–Bánréve–Ózd vasútvonalat. A Sajó fölött áthaladva éri el a települést. Itt jobbra kanyarodik a 27-es főút felé, melyet a vonal 12. kilométerénél érint. 3 kilométer múlva Edelény belterületére ér, de itt szerteágazik útvonala:
- sok indítás végállomásozik a Szociális Gondozó Intézetnél, általában egyből fordulnak a járatok
- a legtöbb a 27-es főúton éri el az autóbusz-állomást
- rengeteg, egykori helyi járat 4040-es vonalszámmal közlekedik
- néhány a város mellékutcáiban halad
- míg a legtöbb a buszállomásra juttatja el az utasokat, addig a vasútállomásig és a Béke út ABC-ig is közlekednek fordák.

Ellentétes irányban útvonala változatlan.

## Közlekedése
Indításszáma magas, vegyesen közlekednek rajta szólók és csuklósok. Kazincbarcika Szent Flórián terén autóbuszos kapcsolat biztosított Miskolc felé/felől (3765-ös vonal), és Edelény vasútállomásán vasúti kapcsolat Miskolc és Tornanádaska felé/felől (94-es vonal). Egyes járatokról csak leszállás vehető igénybe egyes megállóiban (kizárólag edelényi, helyben közlekedőkről).
A vonal
- Kazincbarcika, aut. áll. – Edelény, aut. áll. szakaszán futó vonalak: 3772, 4041
- részben azonos útvonalon futó vonalak: 3774, 4043, 4044, 4095

| Viszonylat                                                     | Indításszám     | Közlekedési rend          |
| -------------------------------------------------------------- | --------------- | ------------------------- |
| Kazincbarcika, autóbusz-állomás – Edelény, autóbusz-állomás    | 5 oda, 7 vissza | tanítási napokon          |
| Kazincbarcika, autóbusz-állomás – Edelény, autóbusz-állomás    | 5 oda, 6 vissza | tanszünetben munkanapokon |
| Kazincbarcika, autóbusz-állomás – Edelény, autóbusz-állomás    | 4 oda, 3 vissza | szabadnapokon             |
| Kazincbarcika, autóbusz-állomás – Edelény, autóbusz-állomás    | 4 oda, 1 vissza | munkaszüneti napokon      |
| Kazincbarcika, autóbusz-állomás – Edelény, vasútállomás        | 6 oda, 8 vissza | tanítási napokon          |
| Kazincbarcika, autóbusz-állomás – Edelény, vasútállomás        | 7 oda, 8 vissza | tanszünetben munkanapokon |
| Kazincbarcika, autóbusz-állomás – Edelény, vasútállomás        | 6 oda, 7 vissza | szabadnapokon             |
| Kazincbarcika, autóbusz-állomás – Edelény, vasútállomás        | 5 oda, 8 vissza | munkaszüneti napokon      |
| Kazincbarcika, autóbusz-állomás – Edelény, Béke út ABC         | 2 pár           | tanítási napokon          |
| Kazincbarcika, autóbusz-állomás – Edelény, Béke út ABC         | 2 oda, 1 vissza | tanszünetben munkanapokon |
| Edelény, Szociális Gondozó Intézet – Edelény, autóbusz-állomás | 5 pár           | munkanapokon              |
| Edelény, Szociális Gondozó Intézet – Edelény, autóbusz-állomás | 3 oda, 4 vissza | szabadnapokon             |
| Edelény, Szociális Gondozó Intézet – Edelény, autóbusz-állomás | 3 oda, 5 vissza | munkaszüneti napokon      |
| Edelény, Szociális Gondozó Intézet ➝ Edelény, vasútállomás     | 1 oda           | szabadnapokon             |
| Edelény, bányász lakótelep – Edelény, autóbusz-állomás         | 1 oda, 2 vissza | munkanapokon              |
| Edelény, bányász lakótelep – Edelény, autóbusz-állomás         | 1 oda, 2 vissza | szabadnapokon             |
| Edelény, bányász lakótelep – Edelény, autóbusz-állomás         | 2 pár           | munkaszüneti napokon      |
| Edelény, bányász lakótelep – Edelény, vasútállomás             | 1 pár           | munkaszüneti napokon      |
| Edelény, Béke út ABC ➝ Edelény, autóbusz-állomás               | 1 oda           | tanítási napokon          |
| Edelény, autóbusz-állomás ➝ Kazincbarcika, Szent Flórián tér   | 1 oda           | munkanapokon              |

## Megállóhelyei
| 0 | Kazincbarcika, autóbusz-állomás végállomás                               | 0.0 km  | 3, 9 1054 3408, 3756, 3763, 3764, 3765, 3766, 3767, 3770, 3772, 3773, 4041, 4046, 4047, 4048, 4050, 4052, 4057, 4059, 4060, 4065, 4066, 4069, 4070, 4075, 4080, 4082, 4083, 4084, 4154                                                        |
| 1 | Kazincbarcika, Ifjúmunkás tér                                            | 0.8 km  | 3 3408, 3756, 3763, 3764, 3765, 3770, 3772, 3773, 4041, 4044, 4047, 4048, 4050, 4052, 4057, 4059, 4060, 4065, 4066, 4069, 4070, 4075, 4080, 4082, 4083, 4084, 4153                                                                            |
| 2 | Kazincbarcika, kórház                                                    | 1.2 km  | 3 1054 3408, 3756, 3763, 3764, 3765, 3770, 3772, 3773, 4041, 4044, 4047, 4048, 4050, 4052, 4057, 4059, 4060, 4065, 4066, 4069, 4070, 4075, 4080, 4082, 4083, 4084, 4153                                                                       |
| 3 | Kazincbarcika, városháza                                                 | 1.6 km  | 3 1369, 1384, 1410, 1411 3756, 3763, 3764, 3765, 3770, 3772, 3773, 4041, 4044, 4047, 4048, 4050, 4052, 4059, 4060, 4063, 4065, 4067, 4069, 4070, 4075, 4080, 4082, 4083, 4084                                                                 |
| 4 | Kazincbarcika, központi iskola                                           | 2.0 km  | 3756, 3763, 3764, 3765, 3770, 3772, 3773, 4041, 4044, 4047, 4048, 4050, 4052, 4059, 4060, 4063, 4065, 4067, 4069, 4070, 4075, 4080, 4082, 4083, 4084                                                                                          |
| 5 | Kazincbarcika, temető                                                    | 2.7 km  | 3756, 3763, 3764, 3765, 3766, 3767, 3770, 3772, 3773, 4041, 4044, 4046, 4047, 4048, 4050, 4052, 4059, 4060, 4063, 4065, 4066, 4067, 4069, 4070, 4075, 4080, 4082, 4083, 4084                                                                  |
| 6 | Kazincbarcika, Szent Flórián tér autóbusz-váróterem vonalközi végállomás | 3.6 km  | 1054, 1369, 1384, 1410, 1411 3756, 3763, 3764, 3765, 3766, 3767, 3769, 3770, 3772, 3773, 4041, 4043, 4044, 4045, 4046, 4047, 4048, 4050, 4052, 4059, 4060, 4063, 4065, 4066, 4067, 4069, 4070, 4075, 4079, 4080, 4081, 4082, 4083, 4084, 4194 |
| 7 | Kazincbarcika, VGV telep                                                 | 4.3 km  | 3769, 3772, 4041, 4043, 4044, 4069, 4070, 4075, 4078, 4079, 4080, 4081, 4082, 4083, 4084 személyvonat – Kazincbarcika alsó [92.] |
| 8 | Szeles IV. akna                                                          | 6.0 km  | 3772, 4041, 4043, 4044, 4069, 4070, 4075, 4078, 4079, 4080, 4081, 4082, 4083, 4084 |
| 9 | Múcsony, kazincbarcikai elágazás                                         | 7.4 km  | 3769, 3772, 4041, 4043, 4044, 4069, 4070, 4075, 4078, 4079, 4080, 4081, 4082, 4083, 4084 |
| 10 | Múcsony, Kossuth utca                                                    | 8.0 km  | 3772, 3774, 4041, 4043, 4044, 4095 |
| 11 | Múcsony, posta                                                           | 9.0 km  | 3772, 3774, 4041, 4043, 4044, 4095 |
| 12 | Múcsony, Deák Ferenc utca 50.                                            | 10.1 km | 3772, 3774, 4041, 4043, 4044, 4095 |
| 13 | IV. akna bejárati út                                                     | 12.1 km | 3772, 3774, 4041, 4043, 4044, 4095 |
| 14 | Edelény, kollégium                                                       | 14.6 km | 3704, 3707, 3708, 3709, 3711, 3772, 3774, 3775, 3793, 4041, 4043, 4044, 4095 |
| Munkanapokon 9; szabadnapokon 7; munkaszüneti napokon 10 indítás érinti.                                      |                                                                          |         | |
| ∫ | Edelény, Szociális Gondozó Intézet vonalközi végállomás                  | ∫       | 3793 |
| 14 | Edelény, kollégium                                                       | 14.6 km | 3704, 3707, 3708, 3709, 3711, 3772, 3774, 3775, 3793, 4041, 4043, 4044, 4095 |
| 15 | Edelény, bányász lakótelep vonalközi végállomás                          | 15.0 km | 3704, 3707, 3708, 3709, 3711, 3772, 3774, 3775, 3793, 4041, 4043, 4044, 4095 |
| 16 | Edelény, Szentpéteri utca 6.                                             | 15.7 km | 3704, 3707, 3708, 3709, 3711, 3772, 3774, 3775, 3793, 4041, 4043, 4044, 4095 |
| Munkanapokon 8; szabadnapokon 8; munkaszüneti napokon 12 indítás érinti a kórház bejárati út megálló helyett. |                                                                          |         | |
| ∫ | Edelény, Antal György utca 44.                                           | ∫       | 3772 |
| ∫ | Edelény, bányászklub                                                     | ∫       | 3772, 4093 |
| ∫ | Edelény, városháza                                                       | ∫       | 3772, 4093 |
| 17 | Edelény, kórház bejárati út                                              | 16.6 km | 3704, 3707, 3708, 3709, 3711, 3772, 3774, 3775, 3793, 4041, 4043, 4044, 4095 |
| 18 | Edelény, kastély bejárati út                                             | 17.2 km | 3704, 3707, 3708, 3709, 3711, 3772, 3774, 3775, 3793, 4041, 4043, 4044, 4093, 4095 |
| 19 | Edelény, autóbusz-állomás vonalközi végállomás                           | 17.6 km | 3703, 3704, 3707, 3708, 3709, 3711, 3713, 3772, 3774, 3775, 3776, 3793, 3795, 4041, 4043, 4044, 4092, 4093, 4094 |
| Tanítási napokon 15; tanszünetben munkanapokon 16; szabadnapokon 14; munkaszüneti napokon 17 indítás érinti.  |                                                                          |         | |
| ∫ | Edelény, vasútállomás vonalközi végállomás                               | ∫       | 3711, 3713, 3775, 4094 személyvonat – Edelény [94.] |
| 20 | Edelény, Borsodi utca 70.                                                | 18.5 km | 3703, 3704, 3707, 3708, 3709, 3775, 3776, 3793, 3795, 4041, 4043, 4092, 4093, 4094 |
| ∫ | Edelény, Dózsa György utca (↑)                                           | ∫       | 3775 |
| 21 | Edelény, Béke út ABC végállomás                                          | 19.8 km | 3775, 4094 |